# Sgt. Pepper's Lonely Hearts Club Band (chanson)
Pour les articles homonymes, voir Sgt. Pepper's Lonely Hearts Club Band.
Singles de The Beatles
Back in the U.S.S.R. / Twist and Shout
(1976) Beatles Movie Medley / I'm Happy Just to Dance with You
(1982)
Pistes de 
Sgt. Pepper's Lonely Hearts Club Band
With a Little Help from My Friends
(A2)
Sgt. Pepper's Lonely Hearts Club Band est une chanson des Beatles, ouvrant l'album du même nom paru le 1er juin 1967 en Grande-Bretagne. Entièrement écrite par Paul McCartney, elle est cependant créditée, comme d'usage, à Lennon/McCartney. La chanson est enregistrée entre février et avril 1967, durant les séances consacrées à l'album Sgt. Pepper aux studios EMI d'Abbey Road.
Les Beatles décident en 1966 d'arrêter de donner des concerts, rendus inaudibles par les cris de publics du monde entier. La perspective de pouvoir se concentrer sur leur production en studio leur ouvre une multitude de possibilités créatives. Paul McCartney a l'idée d'imaginer un groupe alter ego les libérant de la pression que leur apporte le fait d'« être les Beatles » : c'est ainsi que la fanfare du « Sergent Pepper » naît. Bien que ce concept ne s'arrête qu'aux deux premières chansons de l'album, celui-ci est considéré comme un des premiers albums-concept de l'histoire du rock. Cette idée est précisément renforcée par l'aspect « spectacle » de l'album, puisque la « fanfare du sergent Pepper » accueille le public au départ, dans cette chanson, puis le salue et lui dit au revoir dans une reprise du titre sur l'avant-dernière piste du disque.

## Historique

### Contexte
Sgt. Pepper's Lonely Hearts Club Band est enregistré alors que les Beatles s'extraient de la pression liée à la Beatlemania. Les quatre musiciens donnent leur dernier concert au Candelstick Park de San Francisco le 29 août 1966. Après cette ultime tournée des États-Unis, où le décalage ne cesse de se creuser entre ce qu'ils veulent proposer à leur public et ce que celui-ci parvient à entendre au milieu des hurlements et dans des conditions de sonorisation encore balbutiantes, entre ce qu'ils produisent désormais en studio et ce qu'ils arrivent à délivrer sur scène, les quatre Beatles — même Paul McCartney, qui est alors celui qui tient le plus à continuer les tournées — décident que c'en est assez.

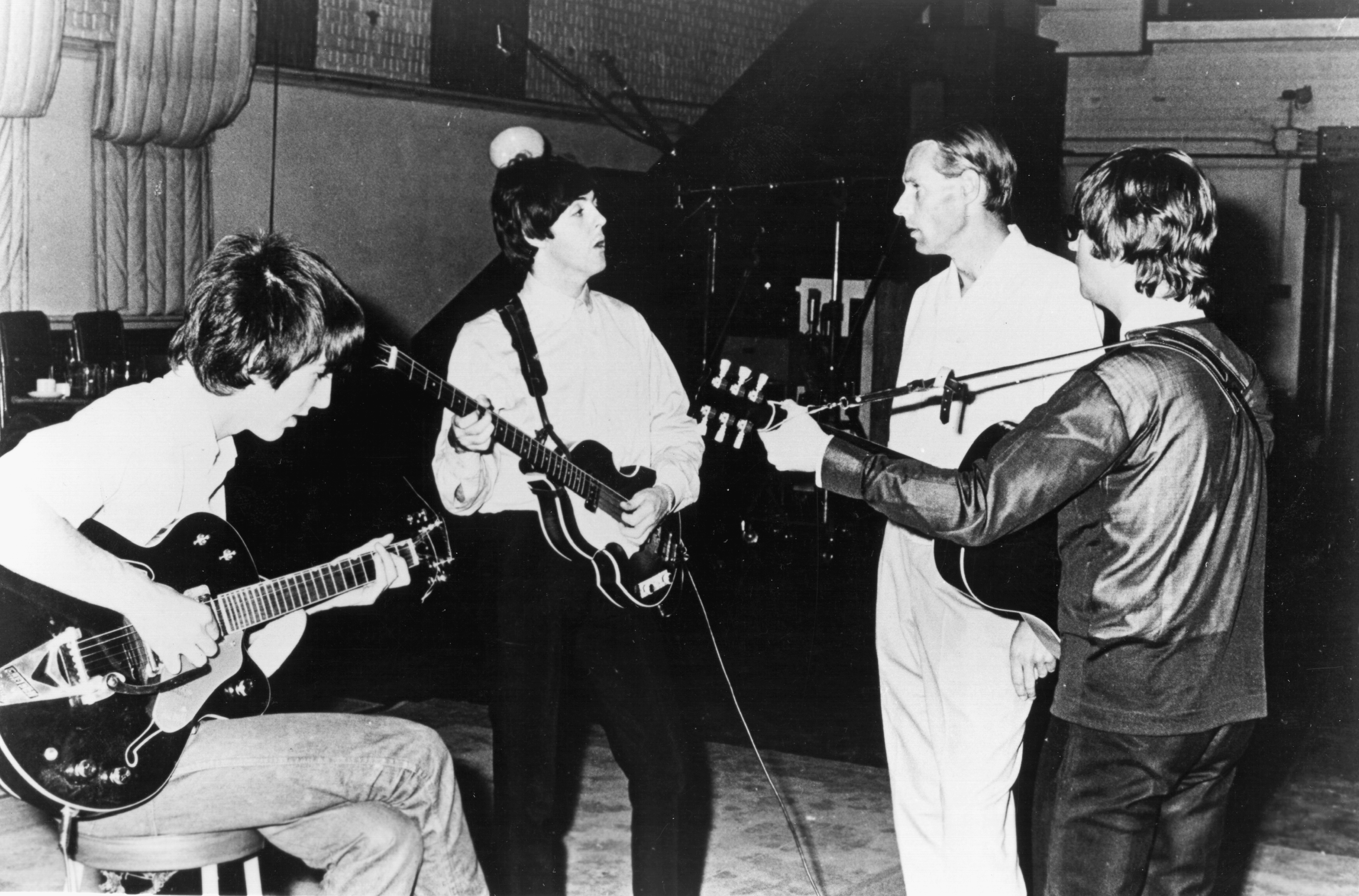
Les Beatles aux studios EMI en 1966. À cette époque, leur travail en studio se reproduit mal en concert, et sera l'un des facteurs de l'arrêt des tournées.

À la fin de l'automne 1966, lorsqu'ils reviennent en studio à Abbey Road, les Beatles sont clairs avec George Martin « C'est très simple. Nous en avons marre de jouer en public. Mais cela nous offre un nouveau départ, tu vois ? » dit John Lennon au producteur. « Nous ne pouvons plus nous entendre sur scène à cause de tous ces cris » ajoute Paul McCartney. « Alors, où en sommes-nous ? Nous avons essayé de jouer sur scène des chansons de notre dernier album (Revolver) mais il y a tellement d'overdubs compliqués dessus que nous n'avons pu leur rendre justice. Maintenant, nous pouvons enregistrer tout ce que nous voulons, cela n'aura plus aucune importance. Ce que nous voulons, c'est placer la barre très haut, faire le meilleur album que nous ayons jamais réalisé » conclut-il. « Ce que nous disons » poursuit Lennon, « c'est que si nous ne tournons plus, nous pouvons enregistrer de la musique que nous n'aurons pas à interpréter live, et cela veut dire que nous pouvons créer quelque chose qui n'a jamais encore été entendu, un nouveau genre de disque avec de nouveaux genres de sons ». C'est ainsi qu'ils ouvrent une nouvelle période dans leur carrière qui sera connue plus tard sous le nom de The Studio Years (les années studio). En commençant par le plus ambitieux des projets.
Le nom de l'album est lié à la tendance américaine de donner des « noms à rallonge » aux groupes, comme Quicksilver Messenger Service ou Big Brother and the Holding Company. Sur une idée de Paul McCartney, les Beatles décident de former un groupe fictif qui lui aussi aurait un nom très long et partirait en tournée à leur place.

### Composition
De retour d'un voyage en novembre 1966, Paul McCartney a développé un concept dans lequel un album complet serait joué par un groupe fictif, composé de personnes affiliées au club de rencontres du  Sgt. Pepper (Lonely Hearts Club Band), dont chaque membre est interprété par un Beatle, qui jouent en concert devant un public. Cette chanson présente le groupe ainsi que le concept. Cette idée aurait été inspirée à McCartney par Mal Evans alors qu'ils étaient dans l'avion les ramenant en Angleterre. Ce dernier lui demanda ce que représentaient les lettres S et P sur les sachets accompagnant leur repas. McCartney lui répondit qu'elles représentaient le sel et le poivre (salt and pepper). De cette phrase fut tirée Sgt. Pepper, et lui inspira l'idée,. Dans la mini-série McCartney 3,2,1, il livre une version légèrement différente où Mal lui aurait demandé de lui passer le sel et le poivre ; au lieu de "Salt and pepper", Paul aurait compris "Sergent Pepper". George Martin a plus tard déclaré que la chanson avait été enregistrée avant le reste de l'album, mais qu'elle avait aussi engendré le concept autour du personnage de Sgt. Pepper.

D'après le journal personnel de Mal Evans, l'assistant des Beatles, celui-ci aurait aidé McCartney a écrire Sgt. Pepper's Lonely Hearts Club Band. Evans a écrit dans son journal, le 27 janvier 1967 : 

« Sgt Pepper: j'ai commencé à écrire la chanson avec Paul en haut dans sa chambre, lui au piano. Qu'est-ce qu'on peut dire à propos d'aujourd'hui — ah oui! Le concert des Four Tops à l'Albert Hall. Visite au Bag [O'Nails, un bar londonien] après le concert. Nous avons travaillé un peu sur Where the Rain Comes In [c'est ainsi qu'Evans nomme la chanson Fixing a Hole]. Espérons que le monde aime ça. Avons commencé Sergeant Pepper. »

D'après TimesOnline, « Keith Badman, auteur de The Beatles Off the Record, a dit qu'il avait obtenu des bandes d'Evans, quelques mois avant sa mort, dans lequel il répétait son apport aux chansons. Mal a dit qu'il a été demandé de ne pas faire figurer son nom dans les crédits car la signature Lennon/McCartney était très importante ».
Evans n'a jamais reçu de royalties et a dû se contenter de son salaire de 38 livres par semaine. McCartney et Apple Records n'ont rien commenté à propos du journal ou du crédit de composition.

### Enregistrement
Sgt. Pepper's Lonely Hearts Club Band nécessita relativement peu de séances par rapport à l'importance qu'elle revêt sur le disque. L'enregistrement commença le 1er février 1967, alors que beaucoup de chansons sur l'album étaient déjà à un stade plus avancé.
Ce jour-là, la session s'effectua, comme à l'habitude, dans le studio no 2 d'Abbey Road. Paul s'occupa du chant, accompagné pour cela par les trois autres Beatles qui se chargeaient d'assurer les chœurs.
Le lendemain, le travail continua sur sa lancée, puis cessa jusqu'à reprendre le 3 mars. C'est enfin le 6 mars que tous les effets sonores et les rires furent ajoutés. La plupart d'entre eux proviennent d'une bande-archive intitulée « Volume 6 - applaudissements et rires » enregistrée au Royal Albert Hall et au Queen Elizabeth Hall. Des cris de foule, enregistrés lors des concerts donnés par les Beatles en 1964 et 1965 au Hollywood Bowl furent également insérés à la bande définitive. Le procédé avait été utilisé quelques mois auparavant par les Byrds dans leur chanson So You Want to be a Rock and Roll Star.
Au total, 10 prises différentes furent mises en boîte, la dixième étant celle qui fut choisie pour l'album. Le 1er février 1967, 9 prises avaient été réalisées, et le lendemain (2 février), la prise 10 fut enregistrée avec le chant. Le 3 mars, des ajouts (overdubs) furent effectués sur la prise 10. Enfin le 6 mars, les derniers overdubs furent ajoutés et donnèrent le résultat final, mixé pour l'album par Geoff Emerick et Richard Lush,.

### Parution et postérité
Cette chanson, qui ouvre l'album du même nom, apparaîtra sur la compilation des meilleurs succès The Beatles 1967–1970 publiée le 2 avril 1973 et, tardivement, sur la face A d'un 45 tours, toujours accompagnée de With a Little Help from My Friends, publié le 30 septembre 1978 avec A Day in the Life en face B.
Certains éléments de la chanson ont été inclus au sein des divers remixes qui figurent sur la compilation Love ; on retrouve sur cette même compilation une version de la reprise, identique à l'originale, mise à part le fait que l'introduction à la batterie est enchaînée au finale de la chanson Hey Jude, et que les bruits de fond suggérant le public ont été retirés. Une version alternative de cette reprise peut aussi être entendue sur le second disque de la compilation Anthology 2.
Cette chanson, emblématique du Summer of Love, fut aussi l'objet de nombreuses reprises, par Paul McCartney lui-même lors de concerts, mais aussi par d'autres artistes. Jimi Hendrix l'interpréta en concert trois jours après sa sortie. Paul McCartney, dans la salle à ce moment-là, déclara plus tard qu'il en était honoré. Une version enregistrée en concert sur l'Île de Wight fut intégrée à l'album live posthume Blue Wild Angel: Live at the Isle of Wight. Bill Cosby l'a enregistrée pour son album Bill Cosby Sings Hooray for the Salvation Army Band! en 1968, Peter Frampton et les Bee Gees pour le film Sgt. Pepper's Lonely Hearts Club Band, et finalement Bryan Adams et les Stereophonics pour les 40 ans de la sortie de l'album original, en juin 2007.
La batterie de la reprise de la chanson fut aussi samplée par les Beastie Boys en 1989 pour la chanson The Sounds of Science sur l'album Paul's Boutique, avec la basse de When I'm Sixty-Four, la guitare de The End et les bruitages de différentes chansons des Beatles. En 2005, Paul McCartney enregistre une reprise de la chanson avec le groupe de rock irlandais U2. Cette nouvelle, enregistrée en live au concert Live 8 de Hyde Park en juillet 2005, n'est commercialisée que sur iTunes.

## Analyse artistique
La chanson sert d'ouverture à l'album éponyme. La fanfare de Sgt. Pepper se prépare à donner un concert. Finalement, le spectacle commence, le maître de cérémonie présente le groupe et raconte qu'il y a de cela vingt ans, Sgt. Pepper a appris à ses musiciens à jouer. Ensuite, le groupe se présente comme « la fanfare du club des cœurs solitaires de Sgt. Pepper », et le maître de cérémonie annonce qu'ils doivent laisser la place au chanteur Billy Shears, l'alter ego de Ringo Starr, qui va chanter la chanson suivante, With a Little Help from My Friends.
Sur l'album Sgt. Pepper's Lonely Hearts Club Band, la chanson ouvre sur le son du public au début d'un concert, avec des instruments qui s'accordent — ce dernier son fut enregistré lors des sessions d'enregistrement de l'orchestre du 10 février pour la chanson A Day in the Life. Quand la chanson elle-même commence — à 12 secondes du début —, le groupe se présente et le chanteur accueille le public. Les sons de la foule que l'on entend tout du long ont été tirées des archives de EMI enregistrés au Royal Albert Hall, au Queen Elizabeth Hall et au Fortune Theatre (en), cette dernière pendant une présentation de Beyond The Fringe. Par contre, on entend le son de la foule survoltée enregistrée lors des concerts du Hollywood Bowl pour l'enchaînement avec la prochaine chanson. L'orchestre qui joue sur le pont instrumental de la chanson se constitue d'un quartet de cor d'harmonie pour figurer une fanfare. La chanson commence avec un premier couplet (« it was twenty years ago today... »), un pont instrumental où la fanfare joue un moment, le refrain (« we're Sgt. Pepper's lonely hearts club band... »), un autre pont (« it's wonderful to be here, it's certainly a thrill... »), un second couplet (« I don't really want to stop the show... »), et le coda final qui fait transition vers la chanson suivante, With a Little Help from My Friends.
À la fin de la chanson est introduit le personnage de Billy Shears, incarné par Ringo Starr chantant dans l'enchaînement le titre suivant : With a Little Help from My Friends. Cet assemblage posa d'ailleurs un problème aux stations de radio qui ne voulaient diffuser qu'un seul titre à la fois. Sur la version stéréo, les plages étaient bien physiquement séparées bien que le son soit continu, mais les radios pop européennes de l'époque étaient toutes monophoniques, car fonctionnant sur les bandes AM (grandes ondes pour Radio-Luxembourg et Europe no 1, PO et OC pour les postes britanniques captables commodément en France).

## Reprise en fin d'album
Pistes de 
Sgt. Pepper's Lonely Hearts Club Band
Good Morning Good Morning
(B4) A Day in the Life
(B6)
Sgt. Pepper's Lonely Hearts Club Band (Reprise) est une reprise de la chanson-titre sur un tempo plus rapide. Alors que la chanson qui ouvre l'album démarre en sol majeur, la reprise commence en fa majeur et revient au sol à la fin. La chanson commence avec une guitare distordue qui joue l'accord d'Hendrix. Paul McCartney compte fort « 1, 2, 3, 4 ! », pendant que John Lennon dit « look up, bye! ».
L'idée d'une reprise a été proposée par le « road manager » des Beatles, Neil Aspinall, qui pensait qu'après la « chanson de bienvenue » de l'album, il devait aussi y avoir une « chanson d'au revoir ». Elle comporte la même mélodie que sur la version qui ouvre l'album, mais avec des paroles différentes. Elle clôt en fait le spectacle : « we hope you have enjoyed the show, we're sorry but it's time to go, we'd like to thank you once again, it's getting very near the end » (« nous espérons que vous avez aimé le show, nous sommes désolés mais il est temps de partir, nous voudrions vous remercier une fois de plus, on arrive près de la fin »). Avec une durée d'un peu moins d'une minute et demie, c'est l'une des chansons les plus courtes des Beatles — la plus courte étant Her Majesty avec 23 secondes.
La reprise a été enregistrée le 1er avril 1967, deux mois après la version qui ouvre l'album. Sur la version stéréo, le son d'un poulet provenant de la fin de Good Morning Good Morning, la chanson précédente, a été fortuitement mixé parfaitement avec le son de guitare distordue. À la fin de la chanson, les applaudissements font penser à une fin de concert et transitent vers un rappel avec la dernière chanson de l'album, A Day in the Life.
Capitol Record a publié l'album sur cartouche 8-pistes en changeant l'ordre de plusieurs des chansons. La reprise clôt cette version et on la rallonge d'une dizaine de secondes en répétant une partie de la finale.

## Fiche technique

### Interprètes
- Paul McCartney : chant, chœurs, guitare solo, basse
- John Lennon : guitare, chœurs
- George Harrison : guitare rythmique, chœurs
- Ringo Starr : batterie
- James W. Buck, John Burden, Tony Randall et Neil Sanders : cor d'harmonie

```
Reprise
```

- Paul McCartney: chant, basse, orgue
- John Lennon: chœurs, guitare rythmique
- George Harrison: chœurs, guitare solo
- Ringo Starr: batterie, maracas, tambourin

### Équipe de production
- George Martin : producteur
- Geoff Emerick : ingénieur du son
- Richard Lush : ingénieur du son
- Stuart Eltham : effets sonores